# Gunnar Fridlizius
Joel Gunnar Ferdinand Fridlizius, född 29 juni 1922 i Uvereds församling, Skaraborgs län, död 9 december 1999 i Lund, var en svensk ekonomisk historiker.  
Fridlizius, som var son till folkskolläraren och schackmästaren Joel Fridlizius och Greta Wickelberg, avlade studentexamen i Skara 1942, blev filosofie magister i Lund 1949, filosofie licentiat 1952, disputerade 1957, blev docent i ekonomisk historia 1957 och filosofie doktor vid Lunds universitet 1958. Han var förste amanuens vid ekonomisk historiska institutionen periodvis 1952–1957, innehade docenttjänst där 1957–1964, blev extra preceptor i ekonomisk historia 1964, forskardocent 1969 och tilldelades professors namn 1977. Han skrev Swedish Corn Export in the Free Trade Era (doktorsavhandling 1957) och andra vetenskapliga arbeten i ekonomisk historia.